# Banja Loka
Banja Loka is een plaats in Slovenië en maakt deel uit van de gemeente Kostel in de NUTS-3-regio Jugovzhodna Slovenija. De plaats telde 39 inwoners op 1 januari 2020.